# Lampes des Valar
Vous lisez un « bon article » labellisé en 2011.

Le monde originel d'Arda était éclairé par deux grandes lampes, Illuin et Ormal, jusqu'à ce que Melkor les attaque et les détruise. Image basée sur le livre The Atlas of Middle-earth de Karen Wynn Fonstad.

Les lampes des Valar sont deux artefacts fictifs apparaissant dans le légendaire de l'écrivain britannique J. R. R. Tolkien, notamment dans son œuvre posthume Le Silmarillion. Appelées Illuin et Ormal, elles sont conçues par le Vala Aulë pour éclairer Arda (la Terre) au début de son existence. Leur lumière permet à la végétation de croître pour la première fois en Terre du Milieu. Les lampes sont détruites par Melkor, qui entre en guerre contre les autres Valar et abat les piliers sur lesquels elles reposent.
Les lampes sont un des éléments du légendaire de Tolkien qui apparaissent dès les Contes perdus (peu après la fin de la Première Guerre mondiale) et perdurent ensuite dans toutes les versions successives du Silmarillion. Leur histoire est racontée pour la première fois dans « La Musique des Ainur », première version de l’Ainulindalë, et se retrouve dans « L'Esquisse de la Mythologie », la « Quenta » et la « Quenta Silmarillion », avec des différences plus ou moins remarquables entre chaque version.

## Histoire fictive
Après la première guerre menée par les Valar contre Melkor, Yavanna plante en Terre du Milieu ses graines et demande à son conjoint Aulë de construire deux lampes puissantes pour éclairer le monde. Varda les remplit de lumière, Manwë les consacre et les deux lampes sont ensuite placées sur deux hauts piliers au nord et au sud du monde. La lampe du nord est appelée Illuin et celle du sud, Ormal, noms qui signifient respectivement « ciel bleu » et « grand or » en quenya,. Les graines de Yavanna commencent à germer grâce à la lumière des lampes, et ainsi apparaissent sur Terre l'herbe, la mousse, les fougères et les arbres, plus abondants dans les régions centrales de la Terre du Milieu, où les lumières des deux lampes se mêlent. C'est à cet endroit que les Valar établissent leur demeure, sur l'île d'Almaren. Cette époque est par la suite appelée le Printemps d'Arda, ou l'Âge des Valar.

« Et la lumière des lampes des Valar inonda la terre où tout brillait comme si le jour n'avait pas de fin. »

— J. R. R. Tolkien, Le Silmarillion
À cause de la lumière d'Illuin, les Valar réunis à Almaren ne remarquent pas l'ombre de Melkor quand celui-ci revient du Vide Intemporel et commence à construire la forteresse d'Utumno au nord de la Terre du Milieu. Quand ils s'aperçoivent de son retour, il est déjà trop tard : Melkor abat les piliers soutenant les lampes, provoquant leur destruction. La lumière répandue d'Illuin et Ormal provoque de grands incendies et la chute des piliers ouvre les terres et provoque la montée de la mer, endommageant les créations des Valar et la géographie d'Arda. Là où se situait le pilier d'Illuin s'ouvre la mer d'Helcar, dont l'une des baies, nommée Cuiviénen, verra bien des années plus tard l'éveil des Elfes.

## Conception et développement
Tolkien mentionne pour la première fois les lampes des Valar dans « La Musique des Ainur », version originelle de l’Ainulindalë, publiée de façon posthume dans Le Livre des contes perdus, et écrite entre novembre 1918 et le printemps 1920,. L'histoire comprend, en plus de la création d'Arda par Ilúvatar et les Ainur, une description de ce qui allait devenir la Valaquenta et les premiers chapitres du « Quenta Silmarillion » : la descente des Valar sur le monde pour lui donner forme et construire leur demeure en Valinor.
Dans « La Musique des Ainur », le Vala Aulë construit deux lampes, l'une d'or et l'autre d'argent, avec la lumière que Manwë et Varda ont prise au ciel. Il convainc Melkor de construire deux grandes tours, Helkar au sud et Ringil au nord, sur lesquelles placer les lampes afin qu'elles illuminent le monde. Cependant, et bien que Melkor ait assuré à Aulë que les tours étaient construites dans une matière impérissable qu'il avait lui-même inventée, elles sont en réalité faites de glace et finissent par fondre sous la chaleur, détruisant ainsi les lampes et provoquant de vastes inondations. Dans cette histoire, où les deux Arbres du Valinor apparaissent également pour la première fois, un fragment de la lampe détruite de Helkar sert à la naissance de Laurelin, un élément qui disparaît des versions postérieures du légendaire.
En 1926, Tolkien rédige l'« Esquisse de la mythologie », bref résumé de sa mythologie qu'il envoie avec son poème « Le Lai des Enfants de Húrin » à un ancien professeur. Ce texte ne mentionne pas la création des lampes, mais uniquement leur destruction par Melkor, et l'inondation de l'île où vivaient les Valar, par la suite nommée Almaren, que ce méfait entraîne. Tolkien réécrit et développe l'« Esquisse de la mythologie » quatre ans plus tard. La « Quenta » de 1930 mentionne la création des lampes par les Valar, et non par le seul Aulë, et omet la création des piliers par Melkor, qui provoque néanmoins leur destruction, même si ce n'est plus la lampe qui inonde Almaren, mais le Vala lui-même. L'« Esquisse de la mythologie » présente déjà l'idée que la croissance des plantes s'arrête après la destruction des lampes, mais c'est dans ce nouveau texte que cette croissance est explicitement dite avoir commencé avec l'illumination des lampes.

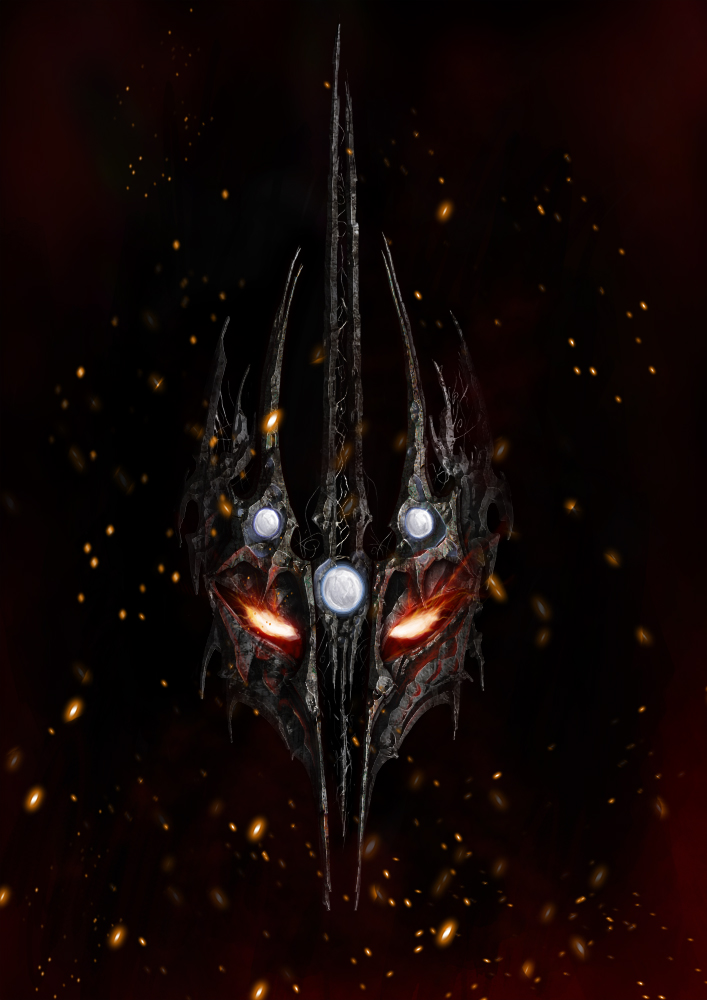
Dans toutes les versions de l'histoire, Melkor est responsable de la destruction des Lampes. Selon certaines, il a également participé à leur édification.

Dans l’Ambarkanta, un bref essai sur la géographie du monde écrit au milieu des années 1930, Tolkien réintroduit l'idée de la création de piliers de glace par Melkor et de la destruction des lampes, telles qu'elles sont décrites dans les Contes perdus ; cependant les noms donnés aux piliers s'appliquent ici aux lampes et Helkar est désormais située au nord, alors que Ringil est au sud. Dans ce récit apparaît pour la première fois l'idée de la création de deux mers intérieures, la mer d'Helkar et la mer de Ringil, à l'emplacement des piliers après leur chute, idée dérivée du passage des Contes perdus où la destruction des lampes provoque l'inondation et la submersion des terres. Dans les deux versions des « Annales du Valinor », chronologie écrite à la même époque et qui reprend les événements les plus importants survenus lors des Âges des Valar et des Arbres dans le légendaire, la destruction des lampes est datée de l'année 500 des Valar,.
En 1937, après la publication du roman Le Hobbit, Tolkien révise et développe la « Quenta » qui prend alors le titre de « Quenta Silmarillion ». Ce nouveau texte reprend la version de la « Quenta » en ce qui concerne les lampes, à ceci près qu'il réintroduit l'idée des inondations causées par leur chute et omet la précision que Melkor inonda lui-même Almaren.
Dans une version de l’Ainulindalë composée à la fin des années 1940, durant la rédaction du Seigneur des anneaux, Tolkien introduit un changement radical dans le légendaire : selon ce texte, le Soleil existe dès la création du monde, et la Lune apparaît ensuite comme conséquence des destructions de Melkor. Les lampes des Valar disparaissent alors du récit, étant devenues inutiles. Cependant, ce bouleversement du légendaire est rapidement laissé de côté, et peu de temps après Tolkien rédige deux nouvelles versions de l’Ainulindalë, cohérentes avec la « Quenta Silmarillion », dans lesquelles les lampes font leur réapparition. Leurs noms deviennent Foros et Hyaras, puis Forontë et Hyarantë dans la deuxième, dans laquelle Aulë redevient leur seul concepteur. Leurs noms définitifs, Illuin et Ormal, sont introduits dans des corrections apportées à ce dernier texte.
Au début des années 1950, une fois Le Seigneur des anneaux achevé, Tolkien révise une troisième fois les « Annales du Valinor » et les rebaptise « The Annals of Aman ». Dans cette nouvelle chronologie, la conception des lampes commence en l'année des Valar 1500, elles sont mises en place sur leurs piliers en 1900 et détruites par Melkor en 3450. Vers la même période, Tolkien révise également la « Quenta Silmarillion », et il introduit alors pour la première fois la demande de Yavanna à son époux. L'histoire, hormis quelques changements minimes, n'évolue plus jusqu'à la version publiée par Christopher Tolkien dans Le Silmarillion.

## Analyse
Le motif des lampes des Valar qui éclairent le monde à son commencement a été rapproché de la Genèse. En effet J. R. R. Tolkien souhaitait que sa vision de la création, telle qu'exprimée dans l’Ainulindalë et la Valaquenta, soit catholique, ou du moins compatible avec le catholicisme. Dans ce contexte, les lampes rappellent les « deux grandes lumières » de la Genèse 1:16, d'autant que leur installation permet la croissance des plantes. De plus, dans un motif biblique, la nuit semble être le résultat du péché, ici la destruction des lampes par Melkor.
Debbie Sly remarque que la destruction des Deux Lampes par Melkor permet la création des Arbres du Valinor, et par là une lumière plus subtile qu'un jour perpétuel. Néanmoins, les Arbres n'éclairent que Valinor, et non toute la Terre du Milieu, et de manière moins éclatante : pour Verlyn Flieger, la destruction des Lampes est à compter comme un élément du phénomène de fragmentation et de diminution qui traverse tout le légendaire de Tolkien.

## Adaptations
Aucun des récits dans lesquels les lampes des Valar apparaissent n'a été adapté au cinéma ou à la télévision. Cependant, ils ont donné lieu à de nombreuses illustrations, notamment la version publiée dans Le Silmarillion, et Ted Nasmith a réalisé deux dessins des lampes des Valar.